# Liste der Mitglieder der National Academy of Sciences/1982
Im Jahr 1982 wählte die National Academy of Sciences der Vereinigten Staaten 72 Personen zu ihren Mitgliedern.

## Neugewählte Mitglieder
- Guenter Ahlers (* 1934)
- Don L. Anderson (1933–2014)
- John D. Axtell (1934–2000)
- Howard L. Bachrach (1920–2008)
- Robert W. Balluffi (1924–2022)
- Allen J. Bard (1933–2024)
- Hyman Bass (* 1932)
- Gordon A. Baym (* 1935)
- Nicola Cabibbo (1935–2010)
- Eugenio Calabi (1923–2023)
- Allan H. Conney (1930–2013)
- Clyde H. Coombs (1912–1988)
- Erminio Costa (1924–2009)
- Pedro M. Cuatrecasas (* 1936)
- James O. Davis (1916–2010)
- Margaret B. Davis (1931–2024)
- Raymond Davis, Jr. (1914–2006)
- Irving T. Diamond (1922–2004)
- Dean E. Eastman (1940–2018)
- Shmuel N. Eisenstadt (1923–2010)
- Paul Fraisse (1911–1996)
- Edwin J. Furshpan (1928–2019)
- Quentin H. Gibson (1918–2011)
- Harold S. Ginsberg (1917–2003)
- Marianne Grunberg-Manago (1921–2013)
- Bertrand I. Halperin (* 1941)
- Leonard A. Herzenberg (1931–2013)
- Robin M. Hochstrasser (1931–2013)
- Alan J. Hoffman (1924–2021)
- Leroy E. Hood (* 1938)
- Loo-Keng Hua (1910–1985)
- Carl B. Huffaker (1914–1995)
- Fotis C. Kafatos (1940–2017)
- Ivan R. King (1927–2021)
- Jay K. Kochi (1927–2008)
- Stuart A. Kornfeld (* 1936)
- Ilja Lifschiz (1917–1982)
- Robert Wellesley Mann (1924–2006)
- John Maynard Smith (1920–2004)
- Barry C. Mazur (* 1937)
- Donald S. McClure (1920–2017)
- Fred W. McLafferty (1923–2021)
- William L. McMillan (1936–1984)
- Jacques F. A. P. Miller (* 1931)
- Harold A. Mooney (* 1932)
- W. Jason Morgan (1935–2023)
- Ira Pastan (* 1931)
- William E. Paul (1936–2015)
- Donald O. Pederson (1925–2004)
- Edmund S. Phelps (* 1933)
- Martin J. Rees (* 1942)
- Ralph Riley (1924–1999)
- Phillips W. Robbins (* 1930)
- John M. Roberts (1916–1990)
- Ian M. Ross (1927–2013)
- Gian-Carlo Rota (1932–1999)
- Nicholas P. Samios (* 1932)
- Matthew D. Scharff (* 1932)
- John A. Schellman (1924–2014)
- Robert K. Selander (1927–2015)
- Donald C. Shreffler (1933–1994)
- Melford E. Spiro (1920–2014)
- Daniel Steinberg (1922–2015)
- Gunther S. Stent (1924–2008)
- Saul Sternberg (* 1933)
- Charles F. Stevens (1934–2022)
- Takashi Sugimura (1926–2020)
- E. Donnall Thomas (1920–2012)
- Waldo R. Tobler (1930–2018)
- Tsuneo Tomita (1908–1991)
- Herbert Weissbach (* 1932)
- Robin M. Williams, Jr. (1914–2006)